# アリスタルコス (小惑星)
アリスタルコス (3999 Aristarchus) は、小惑星帯に位置する小惑星である。小島卓雄が群馬県千代田町で発見した。

## 名称
古代ギリシアの天文学者、アリスタルコスに因む。
命名は小惑星命名委員会が行い、1991年11月の小惑星回報で公表された。

## 註
1. 1 2  MPC 19335（1991年11月21日）